# Liga Meridana de Invierno 2017
La Temporada 2017 de la Liga Meridana de Invierno fue la edición número 5. La fecha de inicio de la campaña fue el martes 19 de septiembre, cuando el campeón Zorros de Pacabtún visitó a los Diablos de la Bojórquez. El calendario regular constó de 20 juegos por equipo y debió concluir el domingo 3 de diciembre.
Los Diablos de la Bojórquez dirigidos por Antonio Aguilera se proclamaron campeones al superar 2-0 a los Constructores de Cordemex en la serie por el título. El juego decisivo se disputó el 17 de diciembre en el Parque "Miguel Cerdeña León".

## Cambios en la competencia
Para esta campaña se mantuvo el mismo sistema de competencia. Por lo que los cuatro primeros lugares calificaron a la postemporada. Las series de playoffs, iniciaron el sábado 9 de diciembre. La Serie Final el sábado 16 de diciembre. Todas las series de playoffs fueron a ganar 2 de 3 juegos posibles.

## Equipos participantes
| Liga Meridana de Invierno 2017 |           |                  |                                |
| Equipo                         | Fundación | Mánager          | Estadio                        |
| Azulejos de la Dolores Otero   | 2010      | Oswaldo Verdugo  | Parque Gonzalo "Sansón" Novelo |
| Constructores de Cordemex      | 2010      | Henry Ortega     | Campo de la Colonia Cordemex   |
| Diablos de la Bojórquez        | 2010      | Antonio Aguilera | Parque "Miguel Cerdeña León"   |
| Rockies de Comisarías          | 2010      | Rubén Rosado     | Campos de Comisarías de Mérida |
| Senadores de la Morelos        | 2010      | Mercedes Esquer  | Campo de la Colonia Morelos    |
| Zorros de Pacabtún             | 2010      | José Vargas      | Parque "Manuel Loría Rivero"   |

## Posiciones
- Actualizadas las posiciones al 4 de diciembre de 2017.

| Liga Meridana de Invierno    | Liga Meridana de Invierno | Liga Meridana de Invierno | Liga Meridana de Invierno | Liga Meridana de Invierno | Liga Meridana de Invierno |
| Equipo                       | JJ                        | JG                        | JP                        | JE                        | JV                        |
| ---------------------------- | ------------------------- | ------------------------- | ------------------------- | ------------------------- | ------------------------- |
| Rockies de Comisarías        | 20                        | 11                        | 8                         | 1                         | -                         |
| Azulejos de La Dolores Otero | 20                        | 11                        | 9                         | 0                         | 0.5                       |
| Constructores de Cordemex    | 20                        | 10                        | 9                         | 1                         | 1.0                       |
| Diablos de la Bojórquez      | 20                        | 10                        | 9                         | 1                         | 1.0                       |
| Senadores de la Morelos      | 20                        | 10                        | 10                        | 0                         | 1.5                       |
| Zorros de Pacabtún           | 20                        | 6                         | 13                        | 1                         | 5.0                       |

| Clasificado a los playoffs |

## Juego de Estrellas

#### Juego de Estrellas de Novatos y Prospectos
El Juego de Estrellas de Novatos y Prospectos se realizó el sábado 18 de noviembre en el Campo de la Colonia Cordemex, casa de los Constructores de Cordemex. En dicho encuentro la Selección Naranja se impuso a la Selección Azul con marcador de 10-9. Gonzalo Manzanero de los Zorros de Pacabtún fue elegido como el jugador más valioso del encuentro.
El Juego de Estrellas 2017 fue transmitido en vivo por radio por la frecuencia de la La Comadre; al igual que Home Run Derby.

### Tirilla
| Equipo                                                                 | 1 | 2 | 3  | 4 | 5 | 6 | 7 | 8 | 9 | C  | H | E |
| ---------------------------------------------------------------------- | - | - | -- | - | - | - | - | - | - | -- | - | - |
| Selección Naranja                                                      | 0 | 0 | 10 | 0 | 0 | 0 | 0 | 0 | 0 | 10 | * | * |
| Selección Azul                                                         | 4 | 0 | 0  | 0 | 4 | 0 | 0 | 0 | 1 | 9  | * | * |
| G: Rodrigo Sánchez (1-0); P: Geyder Bacelis (0-1); SV: Mario Figueroa. |   |   |    |   |   |   |   |   |   |    |   |   |
| HR: SN - Gonzalo Manzanero (1).                                        |   |   |    |   |   |   |   |   |   |    |   |   |

### Home Run Derby
El Home Run Derby se realizó a las 12:00 horas del mismo día que el Juego de estrellas, al que acudieron los jugadores más poderosos de varios equipos del circuito. Miguel Cabrera de los Zorros de Pacabtún conectó cuatro cuadrangulares en la ronda final para superar a Iván Espínola de los Constructores de Cordemex, quien no conectó ninguno.

#### Jugadores participantes
| Nombre            | Equipo                       |
| ----------------- | ---------------------------- |
| Arturo Puerto     | Azulejos de la Dolores Otero |
| Miguel Cabrera    | Zorros de Pacabtún           |
| Oswaldo Cabrera   | Rockies de Comisarías        |
| Ivan García       | Senadores de la Morelos      |
| César Castellanos | Azulejos de la Dolores Otero |
| Ivan Espínola     | Constructores de Cordemex    |
| Mauricio Aguilar  | Constructores de Cordemex    |
| Roberto Poot      | Diablos de la Bojórquez      |

| Jugador           | Equipo                       | 1ª Ronda | Final | Total |
| ----------------- | ---------------------------- | -------- | ----- | ----- |
| Miguel Cabrera    | Zorros de Pacabtún           | 3        | 4     | 7     |
| Ivan Espínola     | Constructores de Cordemex    | 3        | 0     | 3     |
| Mauricio Aguilar  | Constructores de Cordemex    | 2        | -     | 2     |
| Arturo Puerto     | Azulejos de la Dolores Otero | 2        | -     | 2     |
| Oswaldo Cabrera   | Rockies de Comisarías        | 2        | -     | 2     |
| Roberto Poot      | Diablos de la Bojórquez      | 2        | -     | 2     |
| César Castellanos | Azulejos de la Dolores Otero | 2        | -     | 2     |
| Ivan García       | Senadores de la Morelos      | 2        | -     | 2     |

## Playoffs
|  | Semifinales | Semifinales   | Semifinales |          |   | Final     | Final | Final |  |
|  |             |               |             |          |   |           |       |       |  |
|  |             |               |             |          |   |           |       |       |  |
|  | 4           | Bojórquez     | 2           |          |   |           |       |       |  |
|  | 4           | Bojórquez     | 2           |          |   |           |       |       |  |
|  | 1           | Comisarías    | 1           |          |   |           |       |       |  |
|  | 1           | Comisarías    | 1           |          | 4 | Bojórquez | 2     |       |  |
|  |             |               |             |          | 4 | Bojórquez | 2     |       |  |
|  |             |               | 3           | Cordemex | 0 |           |       |       |  |
|  | 3           | Cordemex      | 3           | Cordemex | 0 | 2         |       |       |  |
|  | 3           | Cordemex      |             |          |   | 2         |       |       |  |
|  | 2           | Dolores Otero | 1           |          |   |           |       |       |  |
|  | 2           | Dolores Otero | 1           |          |   |           |       |       |  |
|  |             |               |             |          |   |           |       |       |  |

### Semifinales
| Equipo                                                        | 1 | 2 | 3 | 4 | 5 | 6 | 7 | 8 | 9 | C | H | E |
| ------------------------------------------------------------- | - | - | - | - | - | - | - | - | - | - | - | - |
| La Bojórquez                                                  | 0 | 0 | 0 | 0 | 1 | 0 | 0 | 0 | 0 | 1 | 4 | # |
| Comisarías                                                    | 0 | 0 | 0 | 0 | 1 | 0 | 4 | 2 | X | 7 | # | # |
| G: Daniel Brito (1-0); P: Víctor Espinoza (0-1); SV: No hubo. |   |   |   |   |   |   |   |   |   |   |   |   |
| HR: No hubo.                                                  |   |   |   |   |   |   |   |   |   |   |   |   |

| Equipo                                                                      | 1 | 2 | 3 | 4 | 5 | 6 | 7 | 8 | 9 | C | H | E |
| --------------------------------------------------------------------------- | - | - | - | - | - | - | - | - | - | - | - | - |
| Comisarías                                                                  | 0 | 0 | 0 | 0 | 0 | 0 | 3 | 0 | 0 | 3 | # | # |
| La Bojórquez                                                                | 2 | 0 | 1 | 1 | 0 | 0 | 0 | 0 | X | 4 | # | # |
| G: Dagoberto Vargas (1-0); P: Gerardo Ramírez (0-1); SV: Mario Jiménez (1). |   |   |   |   |   |   |   |   |   |   |   |   |
| HR: No hubo.                                                                |   |   |   |   |   |   |   |   |   |   |   |   |

| Equipo | 1 | 2 | 3 | 4 | 5 | 6 | 7 | 8 | 9 | C  | H | E |
| --- | - | - | - | - | - | - | - | - | - | -- | - | - |
| La Bojórquez | 3 | 1 | 0 | 0 | 7 | 1 | 1 | 3 | 2 | 18 | # | # |
| Comisarías | 0 | 0 | 0 | 0 | 0 | 0 | 0 | 0 | 0 | 0  | 4 | # |
| G: Aarón Dzib (1-0); P: Daniel Brito (1-1); SV: No hubo.                                                        |   |   |   |   |   |   |   |   |   |    |   |   |
| HR: BOJ - Roberto Poot (1), Gerson Manzanillo (1 y 2), Henry Carrillo (1), Hiram Martín (1), Yasiel Agete (1) . |   |   |   |   |   |   |   |   |   |    |   |   |

| Equipo                                                            | 1 | 2 | 3 | 4 | 5 | 6 | 7 | 8 | 9 | C  | H | E |
| ----------------------------------------------------------------- | - | - | - | - | - | - | - | - | - | -- | - | - |
| Cordemex                                                          | 1 | 0 | 0 | 0 | 0 | 0 | 0 | 6 | 3 | 10 | # | # |
| Dolores Otero                                                     | 0 | 0 | 0 | 0 | 2 | 0 | 0 | 0 | 0 | 2  | # | # |
| G: Demetrio Gutiérrez (1-0); P: Abel González (0-1); SV: No hubo. |   |   |   |   |   |   |   |   |   |    |   |   |
| HR: COR - Mauricio Aguilar (1); DOL - Ken Jiménez (1).            |   |   |   |   |   |   |   |   |   |    |   |   |

| Equipo                                                                                   | 1 | 2 | 3 | 4 | 5 | 6 | 7 | 8 | 9 | C | H | E |
| ---------------------------------------------------------------------------------------- | - | - | - | - | - | - | - | - | - | - | - | - |
| Dolores Otero                                                                            | 2 | 0 | 0 | 0 | 2 | 0 | 0 | 0 | 5 | 9 | # | # |
| Cordemex                                                                                 | 0 | 0 | 0 | 1 | 0 | 0 | 0 | 0 | 0 | 1 | # | # |
| G: Oswaldo Verdugo (1-0); P: Ramón Hernández (0-1); SV: No hubo.                         |   |   |   |   |   |   |   |   |   |   |   |   |
| HR: DOL - Ken Jiménez (1), Reynier Romero (1), Osniel Madera (1); COR - Julio Pérez (1). |   |   |   |   |   |   |   |   |   |   |   |   |

| Equipo                                                   | 1 | 2 | 3 | 4 | 5 | 6 | 7 | 8 | 9 | C  | H | E |
| -------------------------------------------------------- | - | - | - | - | - | - | - | - | - | -- | - | - |
| Cordemex                                                 | 0 | 1 | 0 | 8 | 0 | 0 | 6 | 0 | 0 | 15 | # | # |
| Dolores Otero                                            | 0 | 0 | 2 | 4 | 0 | 0 | 0 | 0 | 2 | 8  | # | # |
| G: Julio Cauich (1-0); P: Leo Acosta (0-1); SV: No hubo. |   |   |   |   |   |   |   |   |   |    |   |   |
| HR: COR - Mauricio Aguilar (2), Julio Pérez (2).         |   |   |   |   |   |   |   |   |   |    |   |   |

### Final

#### La Bojórquez vs. Cordemex

##### Juego 1
16 de diciembre de 2017; Campo de la Colonia Cordemex, Mérida, Yucatán.
| Equipo                                                              | 1 | 2 | 3 | 4 | 5 | 6 | 7 | 8 | 9 | C | H | E |
| ------------------------------------------------------------------- | - | - | - | - | - | - | - | - | - | - | - | - |
| La Bojórquez                                                        | 0 | 0 | 1 | 0 | 0 | 2 | 0 | 2 | 0 | 5 | # | # |
| Cordemex                                                            | 0 | 0 | 0 | 0 | 0 | 0 | 0 | 0 | 0 | 0 | # | # |
| G: Víctor Espinoza (1-0); P: Demetrio Gutiérrez (1-1); SV: No hubo. |   |   |   |   |   |   |   |   |   |   |   |   |
| HR: BOJ - Aarón Olivera (1).                                        |   |   |   |   |   |   |   |   |   |   |   |   |

- La Bojórquez lidera la serie 1-0.

##### Juego 2
17 de diciembre de 2017; Parque Miguel Cerdeña León, Mérida, Yucatán.
| Equipo                                                        | 1 | 2 | 3 | 4 | 5 | 6 | 7 | 8 | 9 | C  | H | E |
| ------------------------------------------------------------- | - | - | - | - | - | - | - | - | - | -- | - | - |
| Cordemex                                                      | 0 | 0 | 1 | 0 | 0 | 0 | 0 | 5 | 2 | 8  | # | # |
| La Bojórquez                                                  | 0 | 0 | 0 | 3 | 0 | 0 | 8 | 0 | X | 11 | # | # |
| G: Por definir; P: Por definir; SV: Luis Mauricio Suárez (1). |   |   |   |   |   |   |   |   |   |    |   |   |
| HR: No hubo.                                                  |   |   |   |   |   |   |   |   |   |    |   |   |

- La Bojórquez gana la serie 2-0.[5]

## Cuadro de honor
| Equipos                      | Posición   |
| ---------------------------- | ---------- |
| Diablos de la Bojórquez      | Campeón    |
| Constructores de Cordemex    | Subcampeón |
| Rockies de Comisarías        | 3° Lugar   |
| Azulejos de la Dolores Otero | 4° Lugar   |
| Senadores de la Morelos      | 5° Lugar   |
| Zorros de Pacabtún           | 6° Lugar   |

## Acontecimientos relevantes
- 4 de noviembre: Jorge Luis Castillo, de los Senadores de la Morelos, se convirtió en el primer lanzador en la historia de la liga en lanzar un juego sin hit ni carrera de manera individual, juego que fue de 9 entradas, para comandar la victoria de 8-0 sobre los Zorros de Pacabtún.[6]